# Tommy Schwall
Tommy Schwall (né le 13 août 1983) est un ancien sauteur à ski américain.

## Palmarès

### Jeux Olympiques
| Épreuve / Édition | Salt Lake City 2002 | Turin 2006 |
| Par Equipes       | 11e                 | 14e        |

### Championnats du monde de vol à ski
| Épreuve / Édition | Harrachov 2002 | Planica 2004 |
| Individuel        | 39e            | 45e          |

### Coupe du monde
- Meilleur résultat : 39e.